# Martin Jahn
Martin Jahn (* 21. ledna 1970 Praha) je český ekonom, politik a vrcholový manažer. V letech 2004 až 2005 byl místopředsedou vlády pro ekonomiku. Od roku 2006 působí ve vrcholových funkcích koncernu Volkswagen v různých zemích světa.

## Život
Po absolvování Vysoké školy ekonomické v Praze (promoval v roce 1994) nastoupil do agentury CzechInvest. Tam v letech 1994 až 1995 zastával funkci vedoucího marketingového oddělení, v letech 1995 až 1996 post ředitele oddělení projektů na zelené louce a mezi lety 1996 až 1999 byl ředitelem zahraničního zastoupení v americkém Chicagu. V letech 1997 až 1999 studoval na DePaul univerzitě v Chicagu, kde získal titul MBA. Od roku 1999 do roku 2004 zastával v CzechInvestu pozici generálního ředitele. Pod jeho vedením získal CzechInvest pro Českou republiku významné investory jako například automobilový závod TPCA v Kolíně nebo centra softwarových a sdílených služeb IBM v Brně a DHL v Praze. Agentura CzechInvest v těchto letech také získala ocenění Evropská Investiční agentura roku.
Od srpna 2004 do konce roku 2005 byl místopředsedou pro ekonomiku v sociálně demokratických vládách Stanislava Grosse a Jiřího Paroubka. Z titulu této funkce předsedal Radě vlády pro lidské zdroje a Radě vlády pro výzkum a vývoj. Věnoval se modernizaci systému podpory vědy, výzkumu a inovací a zasloužil se mimo jiné o zvýhodnění firemních odpisů investic do výzkumu a vývoje.
V letech 2006 - 2008 působil jako člen představenstva společnosti Škoda Auto pro oblast lidských zdrojů. Poté byl jmenován výkonným ředitelem společnosti Volkswagen Group NSC v Moskvě, kde byl odpovědný za prodeje koncernových značek. V letech 2010 až 2016 působil jako výkonný ředitel společnosti Volkswagen Group Fleet International v německém Wolfsburgu a jeho hlavní odpovědností bylo řízení celosvětových firemních prodejů koncernu Volkswagen. V roce 2016 se přestěhoval do čínského Čchang-čchunu, kde převzal pozici výkonného viceprezidenta pro prodej a marketing a výkonného ředitele značky Volkswagen ve společnosti FAW-VW. Ve funkci viceprezidenta FAW-VW vybudoval pevnou pozici na čínském trhu SUV, úspěšně uvedl na trh a rozvíjel značku Jetta a realizoval řadu projektů v oblasti digitalizace provozně-obchodních činností.
V květnu 2023 byl zvolen viceprezidentem Svazu průmyslu a dopravy ČR.

## Činnost v profesních organizacích a poradních orgánech
- Viceprezident Automotive Manufacturers Committee of the Association of European Business v Rusku (2008-2010)
- Národní ekonomická rada vlády ČR (2009-2010)
- Člen dozorčí rady VW Financial Services Russia (2009-2010)
- Člen dozorčí rady Škoda Auto a.s (2009-2016)
- Viceprezident Svazu průmyslu a dopravy ČR (2009-2012, od 2023)
- Prezident Sdružení automobilového průmyslu ČR (2009-2016, od 2021 do současnosti)
- Člen správní rady ČVUT (od 2021 do současnosti)
- Člen představenstva Svazu průmyslu a dopravy ČR (od 2021 do současnosti)

## Vyznamenání a veřejná ocenění
- Síň slávy - Brand Manažer roku 2001 (ocenění za propagaci ČR v zahraničí z pozice Generálního ředitele agentury CzechInvest)
- Rytíř Řádu za zásluhy (jmenován prezidentem Francouzské republiky v roce 2003)
- Medaile Christiana J. Willenberga (uděleno ČSVTS v roce 2017)
- Cena za dlouholetý přínos investičnímu prostředí ČR (uděleno Sdružením pro zahraniční investice v roce 2020)

## Rodinný život
Od roku 1991 je ženatý, s manželkou Karolinou má čtyři dcery. Jeho dědeček Vladimír Jahn také působil v automobilovém průmyslu a Škoda Auto. Jeho prapradědeček Richard Jahn byl spoluzakladatelem průmyslové firmy Novák a Jahn.